# 尹相
尹相（1498年—1580年），字商衡，號介石，湖廣武昌府嘉魚縣人，民籍。明朝政治人物、同進士出身。

## 生平
嘉靖七年（1528年）戊子湖廣鄉試第十二名舉人，十一年（1532年）壬辰科會試第三百十一名，第三甲第九十七名進士。大理寺觀政，授行人司行人，十四年十一月升任南京刑科給事中。丁憂，起補刑科给事中，二十二年五月升禮科右給事中，二十三年二月升吏科左給事中，二十四年四月晉吏科都給事中。時嚴嵩柄政，御史何維柏上疏彈劾，嚴嵩疑是尹相指使，奏兩人結黨，被逮入詔獄，杖八十，再閲月始釋歸。隆慶元年（1567年），再次起用，因年老不能任事，進太常寺少卿致仕。萬曆八年（1580年）卒。

## 家族
曾祖尹復紹；祖尹友賢；父尹德彰；母孔氏。具慶下。妻來氏，兄經；綸，弟朴；彬；棟；梅，子汝吉。